# Learn to Fly
Singles de Foo Fighters
Walking After You
(1998) Stacked Actors
(2000)
Learn to Fly est le premier single du groupe de rock Foo Fighters issu de l'album There Is Nothing Left to Lose sorti en 1999. Il a été enregistré à deux reprises au Royaume-Uni. Learn to Fly est sans doute l'une des chansons du groupe qui a connu le plus de succès, en étant #1 du magazine de charts Billboard dans la catégorie Alternative Songs.

## Vidéo hommage
Le 30 juillet 2015, une vidéo est postée sur Youtube où 1000 musiciens italiens jouent et chantent la chanson Learn To Fly à l'unisson à Cesena en Émilie-Romagne, afin de demander au groupe de venir jouer dans leur région. Le jour suivant, elle avait été vue par des millions de gens. Dave Grohl répondit le 31 juillet sur Twitter par un message de remerciement et un lien sur une vidéo Youtube où il affirme en italien que les Foo Fighters viendraient prochainement à Cesena.

## Liste des chansons
Face A
1. "Learn to Fly"
2. "Iron and Stone" (reprise de The Obsessed)
3. "Have a Cigar" (reprise de Pink Floyd)

Face B
1. "Learn to Fly"
2. "Make a Bet"
3. "Have a Cigar" (reprise de Pink Floyd)

## Enregistrement
- Dave Grohl - Chant, guitare
- Taylor Hawkins - Batterie
- Nate Mendel - Basse

## Charts
| Chart (1999)                              | Peak position |
| ----------------------------------------- | ------------- |
| Charts australien                         | 36            |
| RPM Singles Chart (Canada)                | 13            |
| RPM Rock Chart (Canada)                   | 1             |
| Charts autrichiennes                      | 72            |
| Eurochart Hot 100 Singles                 | 65            |
| Charts néo-zélandaises                    | 23            |
| Swedish Singles Chart                     | 52            |
| UK Singles Chart                          | 21            |
| U.S. Billboard Hot 100                    | 19            |
| U.S. Billboard Hot Modern Rock Tracks     | 1             |
| U.S. Billboard Hot Mainstream Rock Tracks | 2             |
| U.S. Billboard Adult Top 40               | 15            |